# BMW M20
El BMW M20 es la designación interna de una familia de motores combustión interna diseñados y fabricados por BMW.
El M20 es un motor de arquitectura de 6 cilindros en línea y 12 válvulas, con cilindradas que varían de los 2.0 a 2.7 litros. Los motores de la serie M20 son reconocidos por su suavidad de funcionamiento, el particular sonido y sus mínimas vibraciones. Su desarrollo se debió al deseo de BMW de reemplazar los 4 cilindros de mayor cilindrada (BMW M10), nacido de la convicción que un pequeño 6 cilindros tenía mejor potencial de desarrollo que uno de 4 cilindros grande (mayor de 2 litros).
Por primera vez en la historia de la marca, el mando de la distribución se efectuó por medio de una correa dentada, en reemplazo de la cadena de distribución. El bloque motor está construido en fundición de hierro, en tanto que la tapa de cilindros está fabricada en aleación de aluminio. El diseño de la misma es OHC, con las válvulas accionadas por el árbol de levas mediante balancines.
El motor M20 se hizo famoso como el motor del E21 y del E30. Los motores M20 fueron también montados en la serie 5 E12, y en algunos modelos E28. El motor M20 también fue usado en los 520 y 525 hasta 1990 E34, pese a que el M50 fuera el motor más usado en esta serie E34.
Comúnmente llamado "el pequeño seis", el M20 se desarrolló promediando la década de 1970, dado que el "gran seis" (el BMW M30), fabricado desde 1968, no permitía su instalación en la Serie 3 debido a sus dimensiones. La distancia entre cilindros de 100 mm en el M30 fue reducida a 91 mm en el M20, obteniendo una reducción de sus medidas exteriores.
El M20 se produjo en la fábrica de Múnich desde 1976, y luego siguió fabricándose en paralelo en la planta de Steyr a partir de 1982. Para abril de 1990, 1.7 millones de tapas de cilindro habían sido fabricadas en la planta de Múnich, y la producción del M20 cesó para dar lugar a la construcción de su sucesor, el BMW M50. En la fábrica de Steyr, el M20 continuó fabricándose en pequeñas cantidades. El 27 de Novimembre de 1992 se fabricó la última tapa de cilindro para el M20, en tanto que su variante Diesel (M21) se había fabricado el 14 de febrero del mismo año. La última unidad de la familia M20/M21 se fabricó el 17 de diciembre de 1992, en Steyr. Para ese momento, el M20 ya había sido reemplazado por el BMW M50, fabricado desde 1990 y con una tecnología mucho más moderna de cuatro válvulas por cilindro.

## Gama de motores
| Versión  | Cilindrada                | Diámetro x carrera                              | Relación de compresión | Potencia máxima                    | Par motor         | Alimentación                                                 | Usos                                                           |
| -------- | ------------------------- | ----------------------------------------------- | ---------------------- | ---------------------------------- | ----------------- | ------------------------------------------------------------ | -------------------------------------------------------------- |
| M20B20VE | 2.0L (1990 cm³ / 121 in³) | 80 mm (3,15 pulgadas) × 66 mm (2,60 pulgadas)   | 9.2:1                  | 122 CV (90 kilovatios) @ 6000 rpm  | 160 Nm @ 4000 rpm | Carburación Solex 4A1                                        | 320/6 e21 (1977-1982) 520/6 e12 (1977-1982)                    |
| M20B20   | 2.0L (1990 cm³ / 121 in³) | 80 mm (3,15 pulgadas) × 66 mm (2,60 pulgadas)   | 9.8:1                  | 125 CV (92 kilovatios) @ 5800 rpm  | 170 Nm @ 4000 rpm | Inyección multipunto BOSCH L-Jetronic                        | 320i e30 (1983-1984) 520i e28 (1982-1984)                      |
| M20B20   | 2.0L (1990 cm³ / 121 in³) | 80 mm (3,15 pulgadas) × 66 mm (2,60 pulgadas)   | 9.8:1                  | 129 CV (95 kilovatios) @ 6000 rpm  | 174 Nm @ 4000 rpm | Inyección multipunto BOSCH LE-Jetronic                       | 320i e30 (1984-1986) 520i e28 (1984-1986)                      |
| M20B20   | 2.0L (1990 cm³ / 121 in³) | 80 mm (3,15 pulgadas) × 66 mm (2,60 pulgadas)   | 8.8:1                  | 129 CV (95 kilovatios) @ 6000 rpm  | 164 Nm @ 4300 rpm | Inyección multipunto BOSCH Motronic 1.1/1.3, con catalizador | 320i e30 (1986-1992) 520i e28 (1986-1988) 520i e34 (1988-1990) |
| M20B23   | 2.3L (2316 cm³ / 141 in³) | 80 mm (3,15 pulgadas) × 76,8 mm (3,02 pulgadas) | 9.5:1                  | 143 CV (105 kilovatios) @ 5800 rpm | 190 Nm @ 4500 rpm | Inyección multipunto                                         | 323i e21 (1978-1982)                                           |
| M20B23   | 2.3L (2316 cm³ / 141 in³) | 80 mm (3,15 pulgadas) × 76,8 mm (3,02 pulgadas) | 9.8:1                  | 139 CV (102 kilovatios) @ 5300 rpm | 205 Nm @ 4000 rpm | Inyección multipunto                                         | 323i e30 (1983)                                                |
| M20B23   | 2.3L (2316 cm³ / 141 in³) | 80 mm (3,15 pulgadas) × 76,8 mm (3,02 pulgadas) | 9.8:1                  | 150 CV (110 kilovatios) @ 5300 rpm | 205 Nm @ 4000 rpm | Inyección multipunto                                         | 323i e30 (1983-1985)                                           |
| M20B25   | 2.5L (2494 cm³ / 152 in³) | 84 mm (3,31 pulgadas) × 75 mm (2,95 pulgadas)   | 9.7:1                  | 171 CV (126 kilovatios) @ 5800 rpm | 226 Nm @ 4000 rpm | Inyección multipunto BOSCH Motronic 1.1/1.3                  | 325i e30 (1985-1992) 525i e34 (1988-1990)                      |
| M20B25   | 2.5L (2494 cm³ / 152 in³) | 84 mm (3,31 pulgadas) × 75 mm (2,95 pulgadas)   | 8.8:1                  | 170 CV (125 kilovatios) @ 5800 rpm | 222 Nm @ 4300 rpm | Inyección multipunto BOSCH Motronic 1.1/1.3, con catalizador | 325i e30 (1986-1992) 525i e34 (1988-1990)                      |
| M20B27   | 2.7L (2696 cm³ / 164 in³) | 84 mm (3,31 pulgadas) × 81 mm (3,19 pulgadas)   | 9.0:1                  | 122 CV (90 kilovatios) @ 4250 rpm  | 230 Nm @ 3200 rpm | Inyección multipunto BOSCH DME ML, con catalizador           | 325e e30 (1984-1986) 525e e28 (1983-1985)                      |
| M20B27   | 2.7L (2696 cm³ / 164 in³) | 84 mm (3,31 pulgadas) × 81 mm (3,19 pulgadas)   | 8.8:1                  | 129 CV (95 kilovatios) @ 4800 rpm  | 230 Nm @ 3250 rpm | Inyección multipunto BOSCH DME 1.1, con catalizador          | 325e e30 (1986-1987) 525e e28 (1985-1987)                      |